# 波叶土蜜树
波叶土蜜树（学名：Bridelia montana）为大戟科土蜜树属下的一个种。

## 扩展阅读
- 維基物種上的相關：波叶土蜜树